# Hasidus
Hasidus är ett släkte av skalbaggar. Hasidus ingår i familjen vivlar.
Kladogram enligt Catalogue of Life:
| Hasidus | \| \| Hasidus obliquatus \| \| \| \| |
|         | \| \| Hasidus obliquatus \| \| \| \| |
|         | Hasidus obliquatus                   |
|         |                                      |